# Knut Knudsen
Knut Knudsen (* 12. Oktober 1950 in Levanger) ist ein ehemaliger norwegischer Radrennfahrer.

## Sportlicher Werdegang
Als Amateursportler war Knudsen vor allem im Bahnradsport aktiv und nahm als 18-jähriger an den Olympischen Sommerspielen in Mexiko-Stadt teil, bei denen er in der Einerverfolgung den elften Platz belegte. Bei den Olympischen Sommerspielen 1972 in München gewann er in dieser Disziplin die Goldmedaille und wurde auf der Straße mit dem norwegischen Vierer Fünfter. Im Jahr darauf gewann er den Verfolgertitel der Amateure der UCI-Bahn-Weltmeisterschaften 1973. Nachdem Knudsen als Juniorenfahrer bereits dreifacher norwegischer Meister wurde, gewann er als Amateur zehn weitere nationale Titel in den Disziplinen Einerverfolgung, 1000-Meter-Zeitfahren, Straßenrennen und Einzelzeitfahren.
Zur Saison 1974 wurde Knudsen Berufsfahrer beim italienischen Radsportteam Jollj Ceramica und widmete sich vermehrt dem Straßenradsport, auch wenn er bei den Bahnweltmeisterschaften 1975 Silber und 1976 Bronze im Verfolgungsrennen der Profis gewann. Auch als Straßenprofi war er vor allem in Zeitfahrdiszolinen erfolgreich und gewann zahlreiche Tagesabschnitte von Etappenrennen, darunter sechs Mal beim Giro d’Italia, vornehmlich Prologe Zeitfahretappen. Außerdem gewann er 1978 das Paarzeitfahren Trofeo Baracchi mit Roy Schuiten und 1980 und 1981 das Einzelzeitfahren Grand Prix Eddy Merckx.
Sein bedeutendster Erfolg gelang ihm 1979 mit dem Gesamtsieg des Etappenrennens Tirreno–Adriatico einem Sieg im Abschlusszeitfahren. Beim anschließend ausgetragenen Klassiker Mailand–Sanremo wurde er zeitgleich hinter Roger De Vlaeminck und Giuseppe Saronni Dritter. Im selben Jahr erzielte er als Siebter sein bestes Ergebnis bei einer Straßenweltmeisterschaft.
1975 erhielt Knudsen nach einer positiven Dopingkontrolle eine zehnminütige Zeitstrafe bei einer Rundfahrt in Belgien.
Von 1978 bis zum Ablauf der Saison 1981 fuhr Knudsen für die Mannschaft Bianchi, bei der er seine Karriere als Radrennfahrer beendete.

## Ehrungen
1972 und 1973 gewann er die Wahl zu Norwegens Sportler des Jahres, 1972 außerdem die Morgenbladet-Goldmedaille und den Fearnleys olympiske ærespris. Den Kongepokal (Königspokal), der für die beste sportliche Leistung bei norwegischen Meisterschaften vergeben wird, erhielt Knudsen 1972 und 1973.

## Erfolge
1972
- Olympiasieger – Einerverfolgung

1973
- Weltmeister – Einerverfolgung (Amateure)

1974
- eine Etappe Tour de Romandie

1975
- eine Etappe Giro d’Italia
- Weltmeisterschaft – Einerverfolgung

1976
- eine Etappe Tour de Romandie
- Gesamtwertung und ein Abschnitt Cronostaffetta
- Weltmeisterschaft – Einerverfolgung

1977
- eine Etappe Tirreno–Adriatico
- eine Etappe Tour de Romandie
- eine Etappe Giro d’Italia
- Weltmeisterschaft – Einerverfolgung

1978
- Trofeo Laigueglia
- Gesamtwertung und eine Etappe Giro di Sardegna
- eine Etappe Tirreno–Adriatico
- Col San Martino
- Giro della Provincia di Reggio Calabria
- Trofeo Baracchi mit Roy Schuiten

1979
- Gesamtwertung und Prolog Giro del Trentino
- Gesamtwertung und eine Etappe Tirreno–Adriatico
- zwei Etappen Tour de Romandie
- eine Etappe Giro d’Italia

1980
- Gesamtwertung und ein Abschnitt Cronostaffetta
- Mannschaftszeitfahren Paris–Nizza
- eine Etappe Tour de Romandie
- Prolog Deutschland-Rundfahrt
- Grand Prix Eddy Merckx

1981
- Gesamtwertung und eine Etappe Ruota d’Oro
- Gesamtwertung und ein Abschnitt Cronostaffetta
- Prolog Paris–Nizza
- Prolog und zwei Etappen Giro d’Italia
- Grand Prix Eddy Merckx
- eine Etappe Giro di Puglia

## Grand Tour-Platzierungen
| Grand Tour            | 1974 | 1975 | 1976 | 1977 | 1978 | 1979 | 1980 | 1981 |
| --------------------- | ---- | ---- | ---- | ---- | ---- | ---- | ---- | ---- |
| Vuelta a EspañaVuelta | –    | –    | –    | –    | –    | –    | –    | –    |
| Giro d’ItaliaGiro     | 54   | 42   | DNF  | 70   | DNF  | DNF  | 15   | 22   |
| Tour de FranceTour    | –    | –    | 64   | –    | –    | 27   | –    | –    |